# Солець (Опольське воєводство)
Солець (пол. Solec, нім. Altzülz) — село в Польщі, у гміні Біла Прудницького повіту Опольського воєводства.
Населення — 198 осіб (2011).

## Демографія
Демографічна структура станом на 31 березня 2011 року:
|          | Загалом | Допрацездатний вік | Працездатний вік | Постпрацездатний вік |
| -------- | ------- | ------------------ | ---------------- | -------------------- |
| Чоловіки | 93      | 22                 | 63               | 8                    |
| Жінки    | 105     | 25                 | 58               | 22                   |
| Разом    | 198     | 47                 | 121              | 30                   |